# Octav Onicescu
Octav Onicescu (prononcé en roumain : [okˈtav oniˈt͡ʃesku]), né le 20 août 1892 à Botoșani et mort le 19 août 1983 à Bucarest, est un mathématicien, membre de l'Académie roumaine et cofondateur, avec Gheorghe Mihoc, de l'école roumaine de statistiques et probabilités.

## Biographie
Onicescu naît à Botoșani en 1892, il poursuit des études secondaires au Collège National A. T. Laurian, dans la même ville et y obtient un diplôme en 1911 avec des notes moyennes parfaites de 10/10. La même année il entre à l'université de Bucarest où il étudie les mathématiques et la philosophie jusqu'en 1913. De 1913 à 1916, il est professeur de mathématiques au lycée militaire du monastère Dealu, près de Târgoviște. Il s’engage sur le front roumain de 1916 à 1918.
En 1919, il part étudier la géométrie à l'université de Rome « La Sapienza ». Il obtient son doctorat en 1920 sous la direction de Tullio Levi-Civita avec la thèse Sopra gli spazi einsteiniani a gruppi continui di transformazione.
En automne 1920, il est membre du séminaire organisé par Jacques Hadamard au Collège de France à Paris et y donne des conférences.
En 1922, il retourne à Bucarest et donne des cours à la faculté des sciences du Bucarest, il devient professeur titulaire à l'université de Bucarest en 1931. Il devient membre de la Garde de fer à partir de 1936. Ion Barbu est un très bon ami d'Onicescu.
Il est conférencier au congrès international des mathématiciens de 1928 à Bologne. Il devient membre permanent de l'Académie roumaine le 4 février 1965.
Il meurt à la veille de ses 91 ans à Bucarest.